# Dave Bolland
David „Dave” Bolland (ur. 5 czerwca 1986 w Etobicoke, Ontario) – kanadyjski hokeista.

## Kariera klubowa
- Toronto Red Wings Bantam AAA (2000-2002)
- London Knights (2002-2006)
- Norfolk Admirals (2006-2007)
- Chicago Blackhawks (2007-2013)
  -  Rockford IceHogs (2007-2008)
- Toronto Maple Leafs (2013-2014)
- Florida Panthers (2014-2016)
- Portland Pirates (2015/2016)
- Arizona Coyotes (2016-)

Pochodzi z okolic Toronto. Tam rozpoczynał karierę hokejową. W latach 2002–2006 rozegrał cztery sezony w juniorskim zespole London Knights, w barwach którego w 2005 zdobył mistrzostwo rozgrywek OHL i CHL. W międzyczasie w drafcie NHL z 2004 został wybrany przez Chicago Blackhawks. 25 października 2006 zadebiutował w rozgrywkach NHL w barwach Chicago Blackhawks, jednak był to jego jedyny mecz w sezonie 2006/2007. Cały sezon 2006/2007 rozegrał w lidze AHL w barwach Norfolk Admirals. Od edycji 2007/2008 został już etatowym zawodnikiem Chicago Blackhawks, w którym rozegrał sześć sezonów. W czerwcu 2009 przedłużył kontrakt z klubem o pięć lat. W tym czasie zespół dwukrotnie wygrał ligę NHL zdobywając Puchar Stanleya. W drugim sukcesie, 24 czerwca 2013 w szóstym meczu finałów sezonu 2012/2013 zdobył zwycięskiego gola (3:2), przesądzającego o zwycięstwie w spotkaniu i całej rozgrywce przeciwko Boston Bruins.
Mimo tego osiągnięcia jego rola w zespole została zredukowana i niespełna tydzień później odszedł z zespołu i został zawodnikiem klubu ze swoich rodzinnych stron, Toronto Maple Leafs. Od lipca 2014 był zawodnikiem Florida Panthers. W sierpniu 2016 został zawodnikiem Arizona Coyotes. Od tego czasu jednak nie był zdolny do gry z uwagi na skutki kontuzji.
Zyskał pejoratywny przydomek The Rat z uwagi na odbiór jego stylu gry jako negatywny wobec rywali.

## Sukcesy

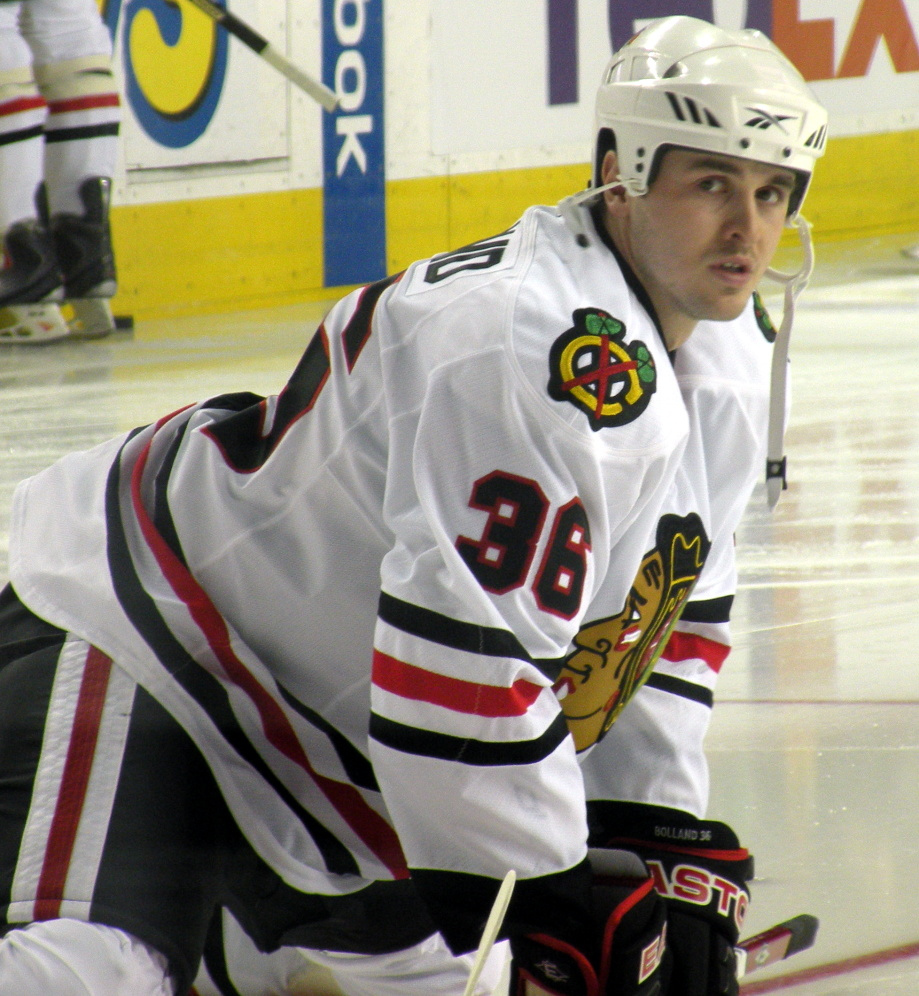
Dave Bolland w barwach Chicago Blackhawks (2009)

Reprezentacyjne
- Złoty medal mistrzostw świata juniorów do lat 20: 2006

Klubowe
- Wayne Gretzky Trophy: 2005, 2006 z London Knights
- Hamilton Spectator Trophy: 2004, 2005, 2006 z London Knights
- Holody Trophy: 2004, 2005, 2006 z London Knights
- J. Ross Robertson Cup – mistrzostwo OHL: 2005 z London Knights
- Memorial Cup – mistrzostwo CHL: 2005 z London Knights
- Mistrz dywizji NHL: 2010, 2013 z Chicago Blackhawks
- Mistrz konferencji NHL: 2010, 2013 z Chicago Blackhawks
- Presidents’ Trophy: 2013 z Chicago Blackhawks
- Clarence S. Campbell Bowl: 2010, 2013 z Chicago Blackhawks
- Puchar Stanleya – mistrzostwo NHL: 2010, 2013 z Chicago Blackhawks

Indywidualne
- Sezon CHL 2003/2004:
  - CHL Top Prospects Game
- Sezon OHL / CHL 2005/2006:
  - Pierwsze miejsce w klasyfikacji strzelców w fazie play-off: 15 goli
  - Jim Mahon Memorial Trophy – nagroda dla najskuteczniejszego w klasyfikacji kanadyjskiej prawoskrzydłowego OHL
  - Pierwszy skład gwiazd CHL
- Sezon NHL (2012/2013):
  - Zdobywca zwycięskiego gola w finałach

Wyróżnienie
- Numer 91, z którym występował, został zastrzeżony przez klub London Knights[12]